# 주말 생방송 정보쇼
《주말 생방송 정보쇼》는 KBS 1라디오(전국, 수도권 기준 FM 97.3MHz, AM 711kHz)에서 매주 주말 오후 3시 5분에 방송 중인 라디오 교양 프로그램이다. 단, 이 프로그램은 모두 전국방송이다.

## 역사
2014년 4월 12일 《김홍성의 생방송 정보쇼》로 방송을 시작해, 2018년 6월 2일부터 "주말 생방송 정보쇼"로 제목을 변경했다.

## 방송 시간
| 방송 채널   | 방송 기간                         | 방송 시간                  | 제목                   |
| ----------- | --------------------------------- | -------------------------- | ---------------------- |
| KBS 1라디오 | 2014년 4월 12일 ~ 2016년 5월 8일  | 주말 오후 3:10 ~ 오후 4:58 | 김홍성의 생방송 정보쇼 |
| KBS 1라디오 | 2016년 5월 14일 ~ 2018년 5월 27일 | 주말 오후 3:10 ~ 오후 5:30 | 김홍성의 생방송 정보쇼 |
| KBS 1라디오 | 2018년 6월 2일 ~ 9월 30일         | 주말 오후 3:10 ~ 오후 5:30 | 주말 생방송 정보쇼     |
| KBS 1라디오 | 2018년 10월 6일 ~ 2019년 4월 21일 | 주말 오후 3:05 ~ 오후 5:30 | 주말 생방송 정보쇼     |
| KBS 1라디오 | 2019년 4월 27일 ~ 2020년 2월 2일  | 주말 오후 3:05 ~ 오후 4:58 | 주말 생방송 정보쇼     |
| KBS 1라디오 | 2021년 2월 6일 ~ 현재             | 주말 오후 3:05 ~ 오후 4:58 | 주말 생방송 정보쇼     |
| KBS 1라디오 | 2020년 2월 8일 ~ 2021년 1월 31일  | 주말 오후 3:05 ~ 오후 4:55 | 주말 생방송 정보쇼     |

## DJ
- 2014년 4월 12일 ~ 2018년 5월 27일 : 김홍성 아나운서 (남)
- 2018년 6월 2일 ~ 2019년 9월 15일 : 故 이성민 아나운서 (남)
- 2019년 9월 21일 ~ 2020년 2월 2일 : 이재홍 前 아나운서 (남)
- 2021년 2월 6일 ~ 2021년 8월 8일 : 배창복 아나운서 (남)
- 2021년 8월 14일 ~ 2021년 9월 26일 : 김지윤 아나운서 (여)
- 2021년 10월 2일 ~ 일자 미상 : 최승돈 아나운서 (남)
- 일자 미상 ~ 현재 : 변우영 아나운서 (여)[1]